# Plaza del Patriarca
La Plaza del Patriarca (en portugués: Praça do Patriarca) es un espacio público ubicado en el centro histórico de la ciudad de Sao Paulo, Brasil. 
La plaza está ubicada en el histórico distrito de Sé y es una de las plazas más antiguas de la ciudad. Su denominación homenajea al "Patriarca de la Independencia" (en portugués: Patriarca da  Independência), José Bonifácio de Andrada e Silva. A pesar de haber sido parte del Plan Bouvard de 1911, las primeras expropiaciones ocurrieron en 1913. El proceso de apertura de la plaza quedó detenido debido a la existencia de otras prioridades y a las dificultades financieras que generaron que las expropiaciones sólo se reanudaran en 1920. Las últimas expropiaciones fueron autorizadas el 1 de abril de 1922. Construida en 1922 con la demolición las antiguas mansiones ubicadas entre las calles Sao Bento, Líbero Badaró, Direita y da Quitanda. Fue inaugurada oficialmente el 13 de enero de 1926 con la instalación de la lámpara en el centro de la plaza, diseñada por Ramos de Azevedo.
La plaza da acceso a importantes puntos del centro de la ciudad como el Vale de Anhangabaú, el Viaduto do Chá, la rua Líbero Badaró, la rua Direita, la rua São Bento, la rua da Quitanda, la rua 15 de noviembre, entre otras. En la esquina con la Ladera Dr. Falcão, se encuentra la sede de la Prefeitura Municipal de São Paulo instalada en el Edificio Matarazzo. En la zona se ubica el predio del Othon Palace Hotel, y el Edificio Barão de Iguape, el Edificio Sampaio Moreira entre otros. La Iglesia de Santo Antônio, que es considerada la iglesia más antigua del centro, está en esta plaza.